# Conure à ventre rouge
Pyrrhura perlata
Espèce
Statut de conservation UICN

 LC A3c : Préoccupation mineure
Statut CITES
La Conure à ventre rouge (Pyrrhura perlata) est une espèce d'oiseau appartenant au groupe des conures et à la famille des Psittacidae.

## Description
Cette espèce mesure environ 24 cm.
Comme les autres conures du genre Pyrrhura, l'adulte présente un dessin écailleux caractéristique. Sur un fond marron, celui-ci est constitué d'écailles rouges. L'ensemble couvre une grande partie de la tête, le dos et la poitrine. Les plumes des joues et la gorge présentent des reflets bleu ciel. Les culottes sont gris bleu azur et les rémiges bleues. Les cercles oculaires blancs sont très marqués. Les iris sont bruns. Le bec est noir avec une cire bien développée. Les pattes sont gris-rose (noires chez le juvénile).
Le juvénile présente un plumage à dominante verte avec la tête brune à reflets azur. Les dessins écailleux caractéristiques du genre marquent la gorge et le cou et s'étendent jusqu'aux oreilles. Le plastron très large et rouge vif couvre la poitrine et le ventre. Les épaules sont marquées de rouge, coloration retrouvée sous les ailes. Les rémiges sont bleues aux extrémités noires. La queue présente une coloration lie-de-vin.

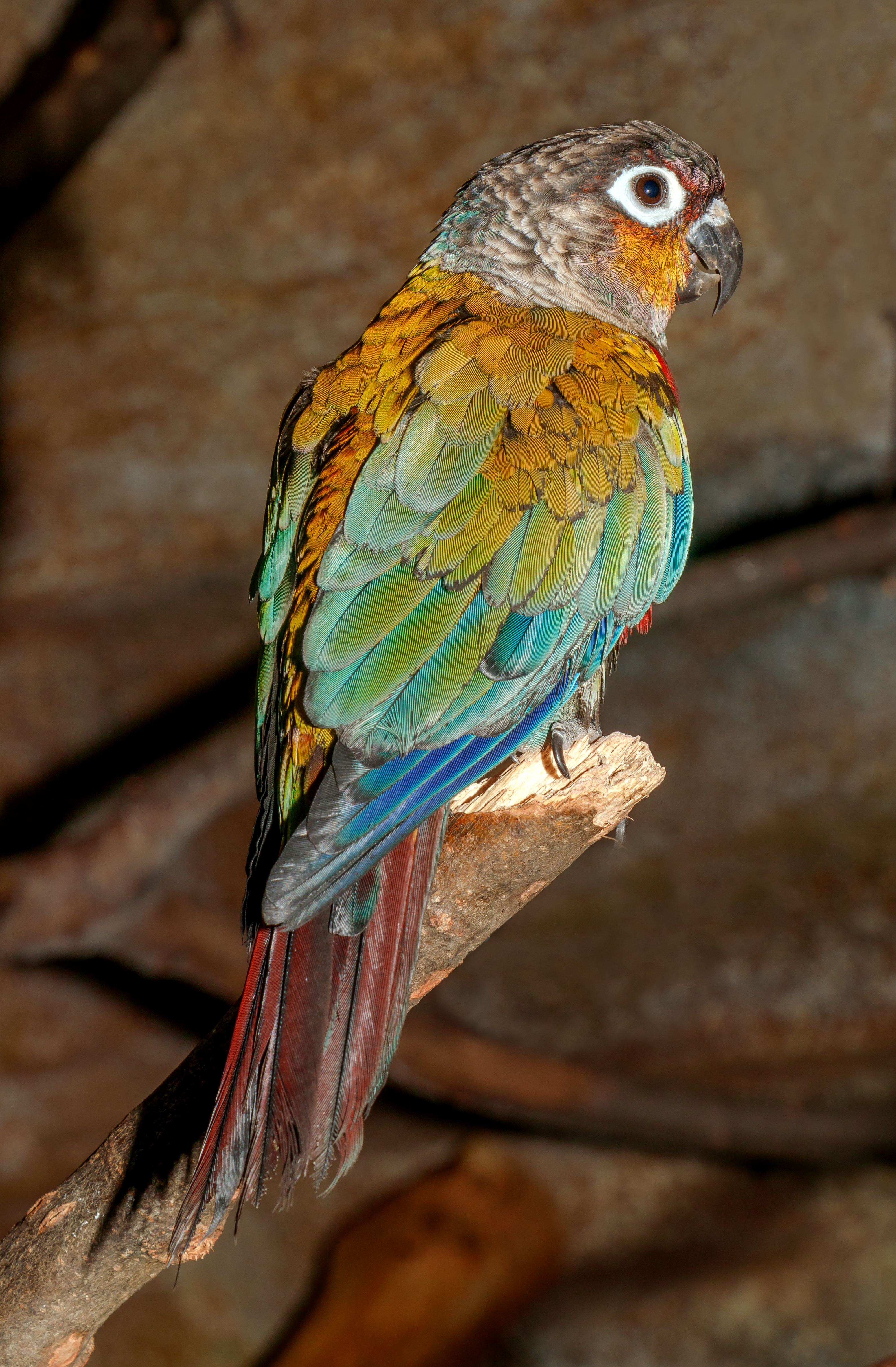
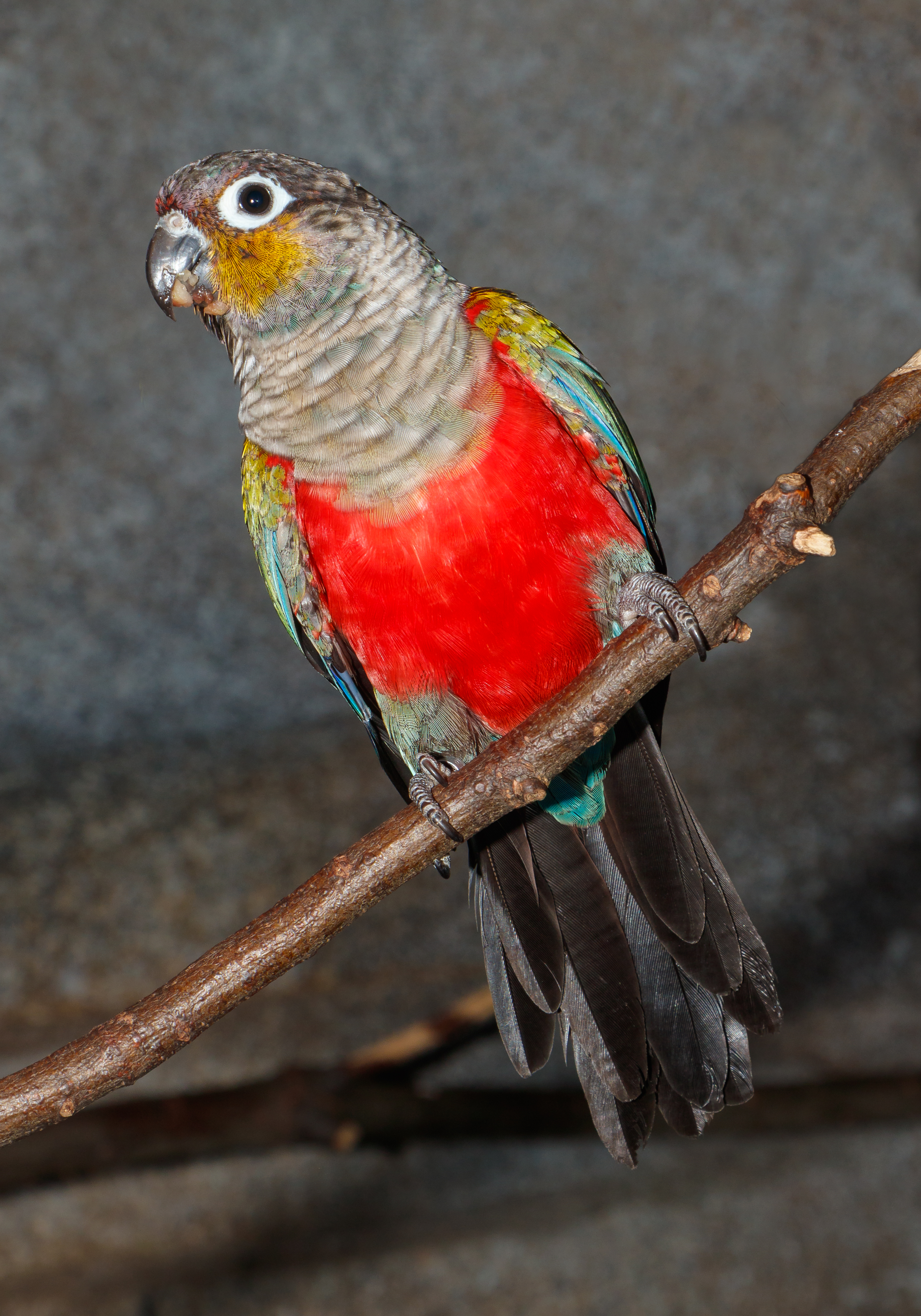
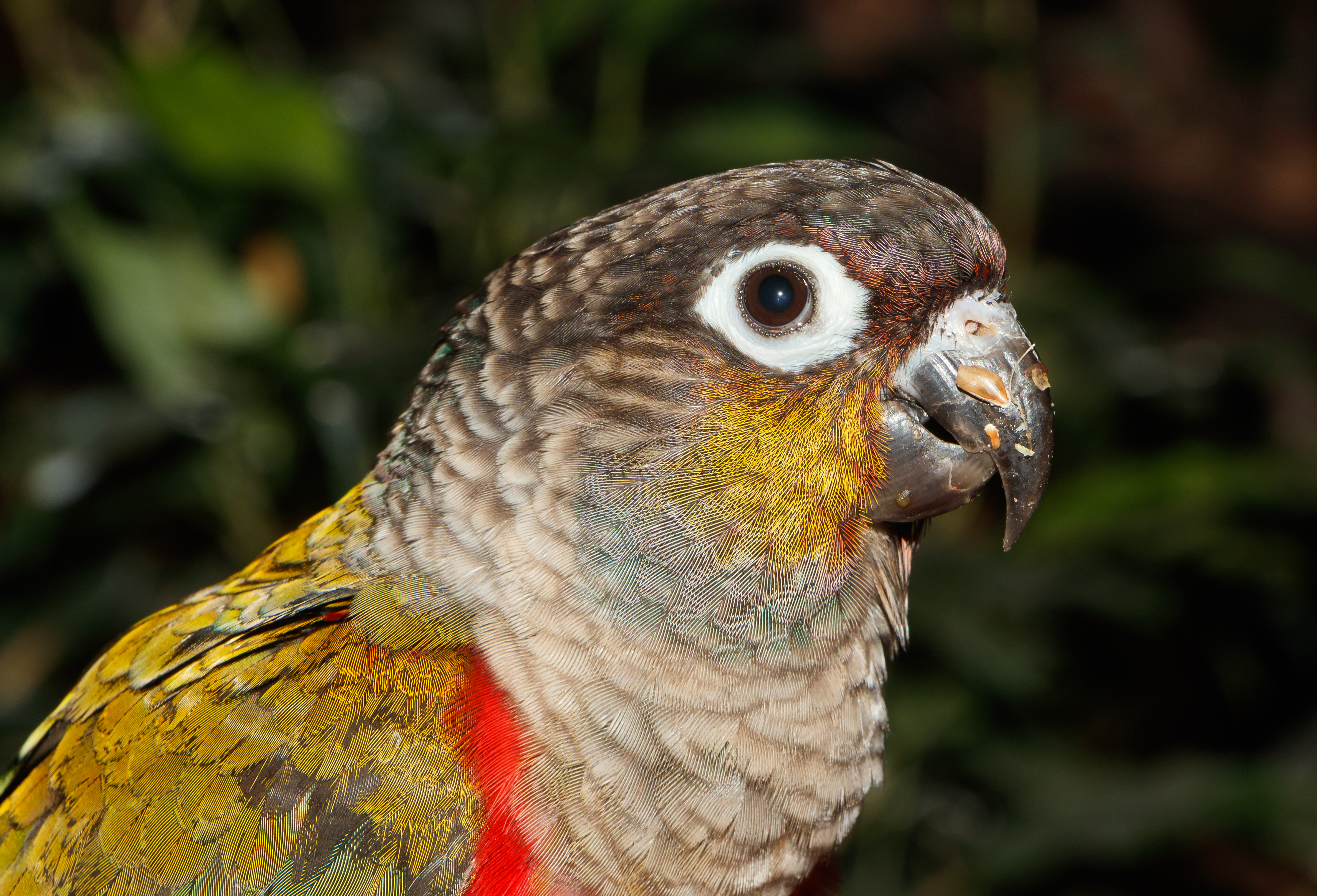

## Habitat
Cet oiseau vit à l'origine dans les forêts primaires très denses, souvent humides. Il s'est toutefois adapté à certains milieux déforestés.

## Répartition
Cet oiseau habite dans une aire restreinte du nord du Brésil comprise entre le fleuve Amazone au nord du Mato Grosso jusqu'aux fleuves Rio Madeira et Tapajos.